# Cabo Gilberto Silva
Gilberto Gomes da Silva (Santa Rita, 1 de abril de 1981), conhecido como Cabo Gilberto Silva ou apenas Cabo Gilberto, é um policial militar e político brasileiro, filiado ao Partido Liberal (PL). Atualmente é deputado federal pelo estado da Paraíba.

## Biografia

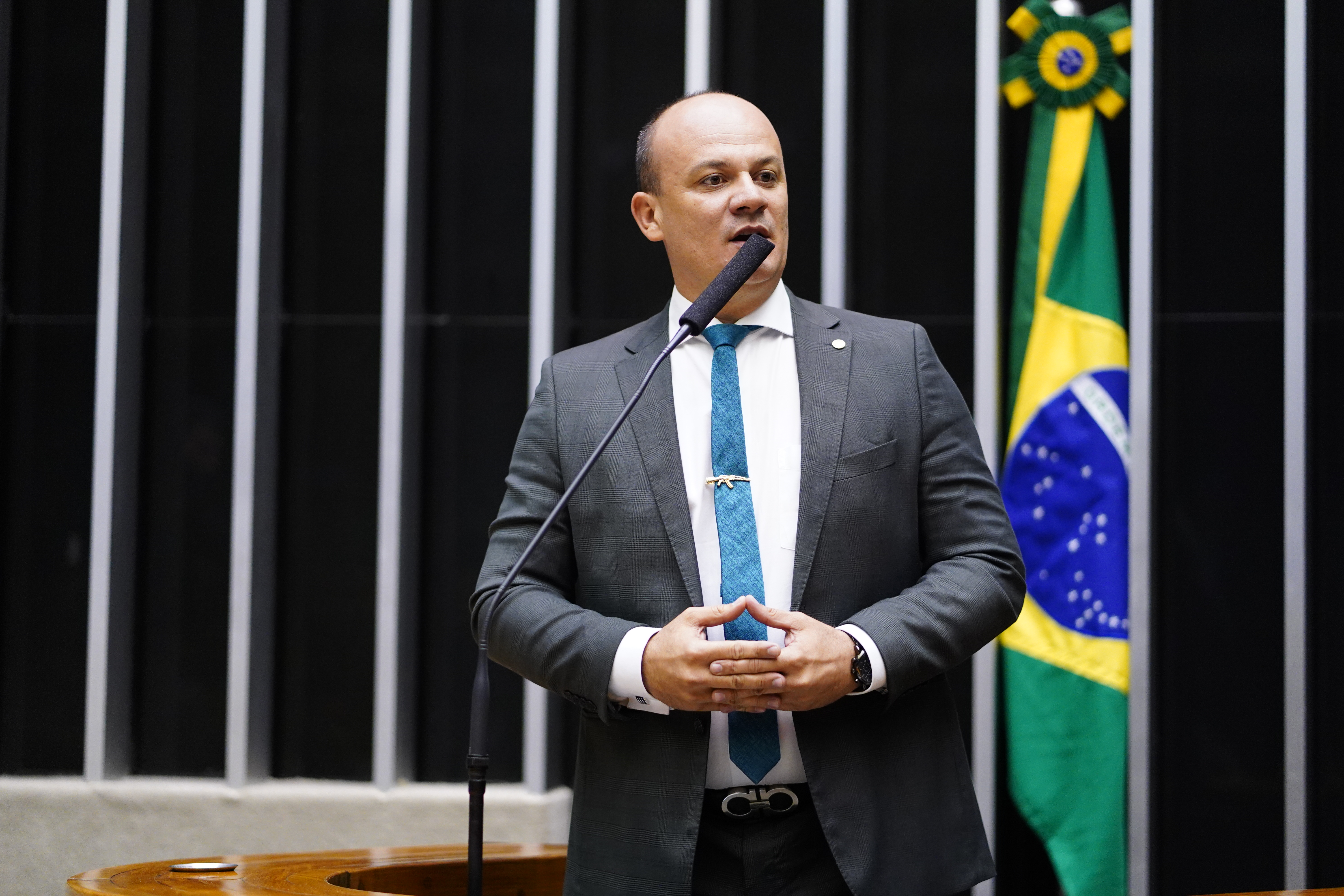
Gilberto Silva durante sessão plenária, em 2023

Nascido em 01 de abril de 1981, no município de Santa Rita, localizado na região metropolitana de João Pessoa, no estado da Paraíba, Gilberto Gomes da Silva é um policial militar do estado da Paraíba. Filho do sargento Geraldo Gomes da Silva também da polícia militar da Paraíba e da professora Maria Santana da Silva, Gilberto Silva é bacharel em direito e especialista em segurança pública. Começou a carreira militar no ano de 2002 quando aos 20 anos de idade ingressou na polícia militar da Paraíba. 
Em sua jornada militar Gilberto Silva já passou por diversos grupos policiais, tais como rádio patrulha, batalhão de choque, força nacional de segurança pública, entre outros. Quando fez parte da força nacional atuou na operação dos jogos pan-americanos de 2007 no Rio de Janeiro, fazendo a segurança do complexo do alemão, logo em seguida ainda pela força nacional atuou na segurança da penitenciária de Pedrinhas, no estado do Maranhão.

## Carreira política
Sua primeira candidatura a eleição foi em 2014, quando concorreu a deputado estadual pelo PROS e recebeu 4.012 votos não se elegendo. Em 2016 se candidatou a vereador em João Pessoa pelo PRB (atual Republicanos), obtendo 1.951 votos e ficando como suplente.
Nas Eleições de 2018, disputando pelo PSL foi eleito deputado estadual do estado da Paraíba, obtendo 23.273 votos, ficando com uma das 36 cadeiras na Assembleia Legislativa da Paraíba. Com a fusão entre o PSL e o DEM que resultou na criação do União Brasil, Cabo Gilberto resolveu sair do PSL e migrar para o PL em março de 2022.
Cogitou disputar o governo da Paraíba nas eleições estaduais de 2022, mas desistiu e optou em concorrer a deputado federal, sendo eleito com 126.876 votos (5,72% dos votos válidos), sendo o terceiro candidato mais votado, e anunciou apoio à candidatura de Pedro Cunha Lima (PSDB) no segundo turno.
Em novembro do mesmo ano, Gilberto teve suas redes sociais bloqueadas pela Justiça após publicar imagens das manifestações golpistas contra o candidato eleito Luiz Inácio Lula da Silva, do Partido dos Trabalhadores (PT), após a eleição presidencial.